# Steinreihe von Couches

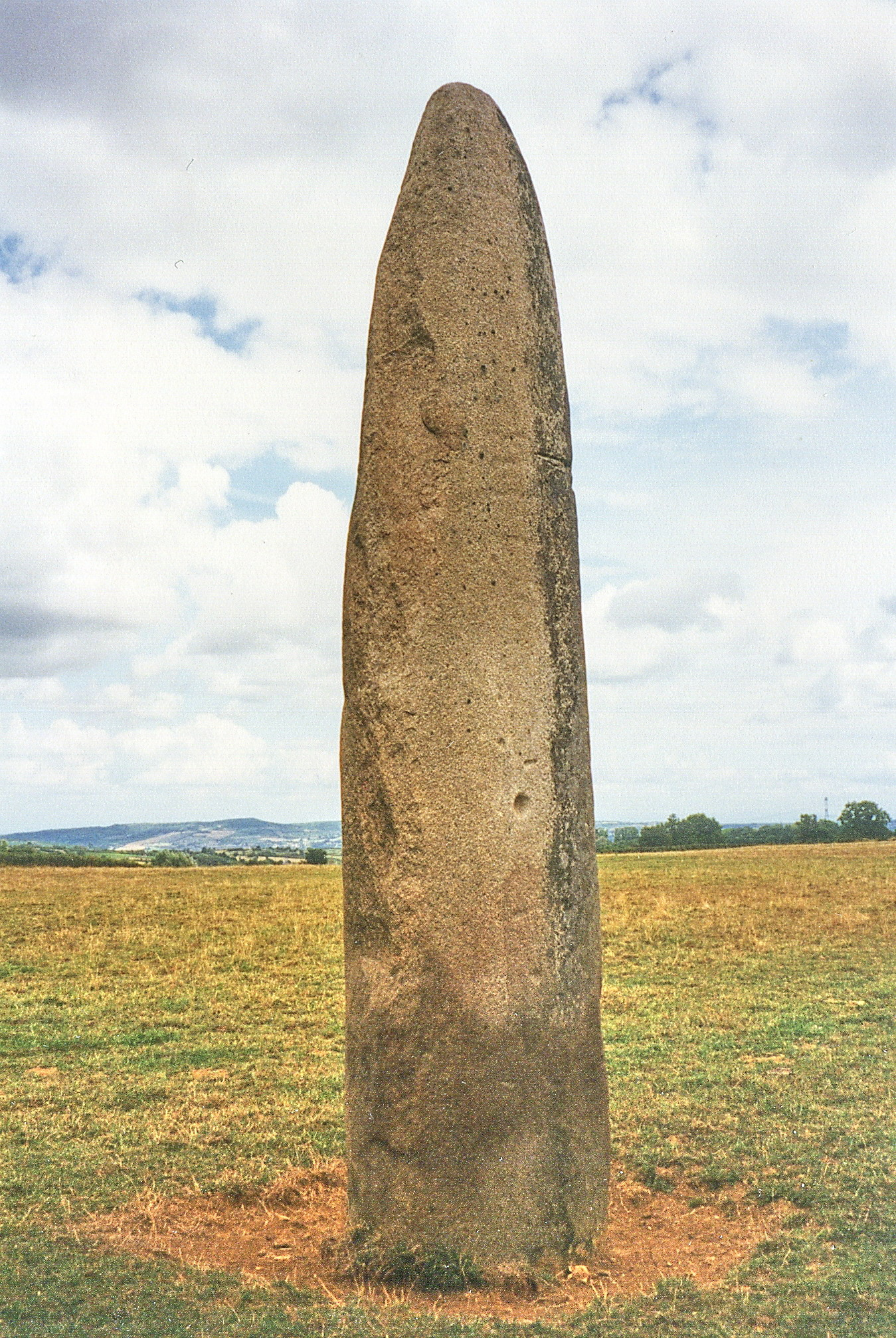
Stein im Alignement von Couches

Die Steinreihe von Couches (französisch Alignement de Couches oder Menhire de Époigny genannt) liegt südlich der Straße D 978, nordwestlich von Couches und südwestlich von Beaune im Département Saône-et-Loire in Frankreich. Das Alignement ist die größte Steinanordnung in Ostfrankreich.

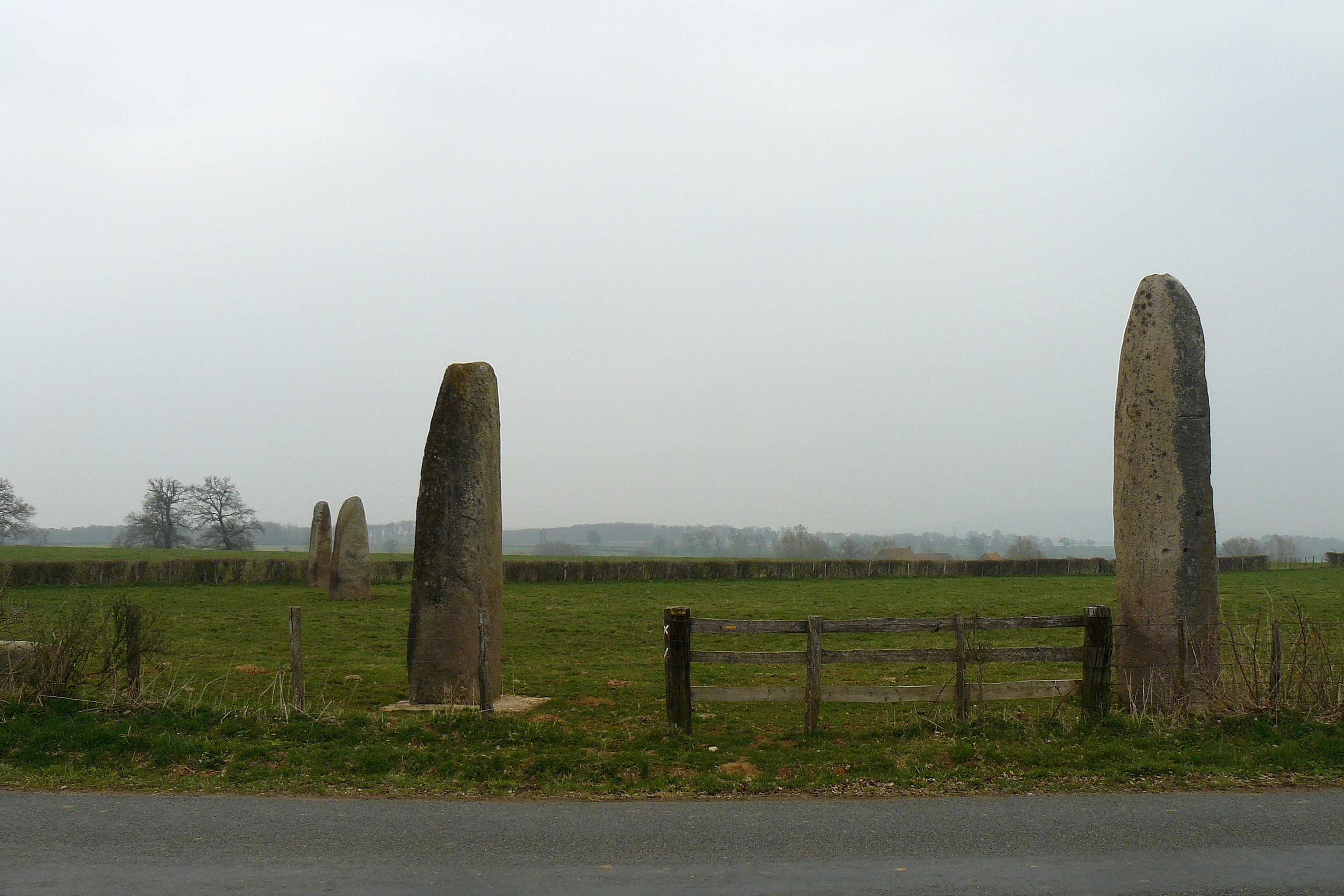
Die stehenden Menhire

Es handelt sich um eine vermutlich steinzeitliche Anordnung von sieben 20 bis 30 t schweren Menhiren (M1 bis M7) aus Granit, von denen jeweils mehrere etwa in einer Reihe stehen. Der südliche (M1) ist der größte, etwa 5,5 m hoch und mit mehreren Rillen und Schälchen (französisch cupules) versehen. Der mittlere Menhir (M6) ist etwa 4,5 m hoch, hat aber seine Spitze verloren, während der nördliche Menhir (M4/5) umgefallen und zerbrochen oder zerteilt worden ist. Falls die Teile zusammen gehören, wäre er größer als seine Nachbarn. Die Menhire haben einen Abstand von etwa 7 m.
Etwa 50 m entfernt im Norden steht im Abstand von etwa 10 m ein Paar von Menhiren (M2 und M3), die beide etwa 4,5 m hoch sind. Sie könnten trotz der großen Lücke zusammen mit M1 eine Reihe gebildet haben, denn es wird vermutet, dass es hier mehr Menhire gab. Der südliche (M2) hat ein paar eingeschnitzte Schälchen, während der nördliche mit Linien, Schälchen, einer Axt und mehreren Schlangenlinien verziert ist.
Etwas westlich nahe der Straße und nicht in Bezug zu den anderen befindet sich ein nur etwa 2 m hoher zerbrochener Menhir (M7). Ein weiterer Stein liegt in der Nähe.